# 自然综述：分子细胞生物学
自然综述：分子细胞生物学（英語：Nature Reviews Molecular Cell Biology）是施普林格·自然出版的一本同行评审的综述月刊期刊，成立于2000年10月，内容覆盖分子生物学和细胞生物学的所有方向。
根据期刊引证报告的数据，2019年该期刊的影响因子为55.47，在“细胞生物学”分类下排名第一。H指数为411。

## 官方网站
- 官方网站